# Bellis annua
La margarita o bellorita anual (Bellis annua) es una planta herbácea nativa del sur de Europa.

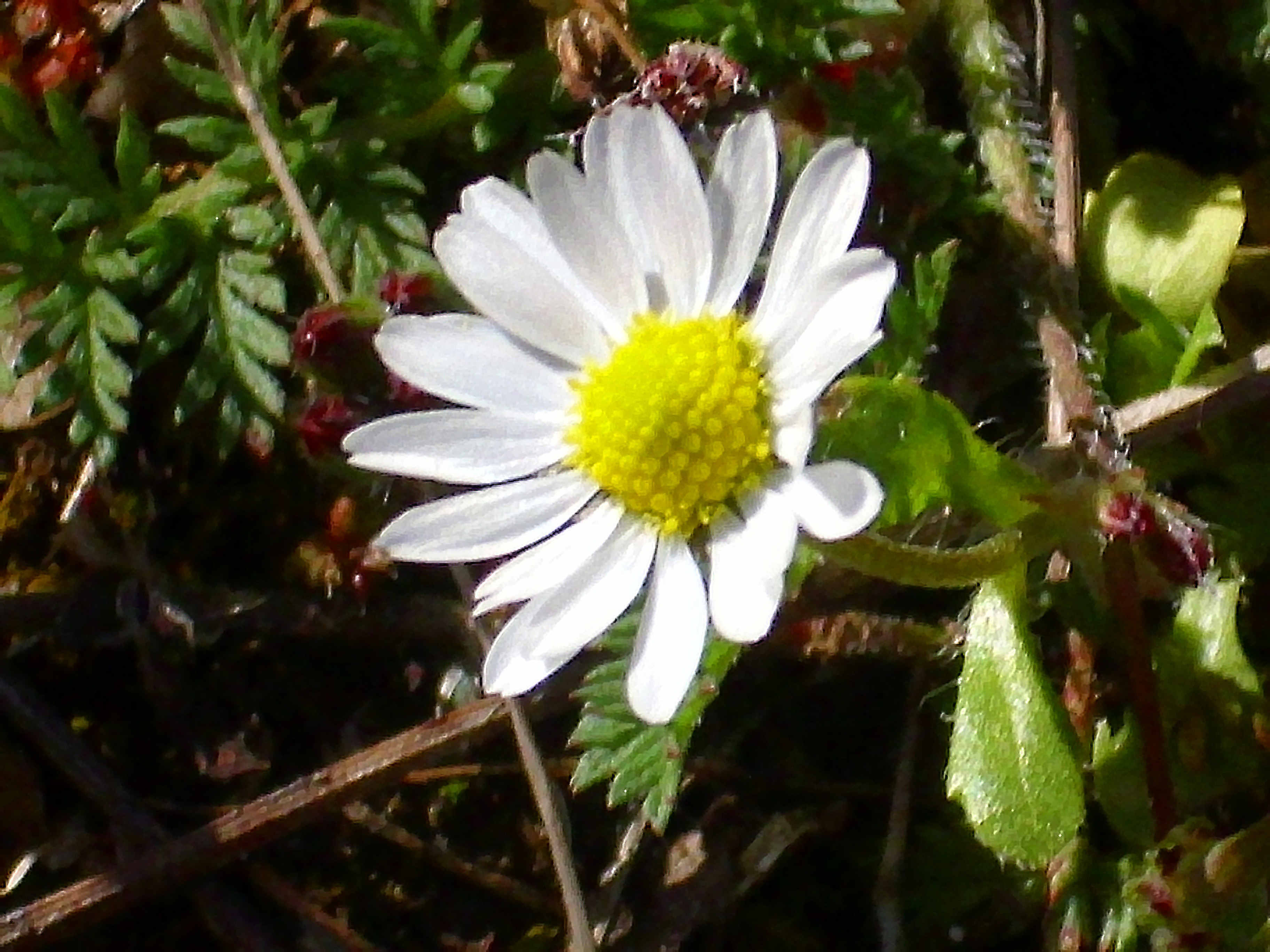
Detalle de la flor

## Descripción
Es una hierba de pequeña altura; tiene un rizoma rastrero, una roseta de hojas basales y hojas dentadas y espatuladas de 2 a 5 cm de largo. Es un terófito de ciclo anual. Produce varios tallos dotados de hojas espatuladas con el margen dentado, lo que la diferencia de Bellis perennis, que no tiene hojas sobre el tallo y cuyas flores son claramente más grandes, además de ser perenne. Florece en primavera.

## Hábitat
Habita en el borde de carreteras y caminos y en prados terofíticos.

## Taxonomía
Bellis annua fue descrita por Carlos Linneo y publicado en Species Plantarum 2: 887. 1753
Sinonimia
- Arctio lanuginosum Lam.
- Bellis dentata (Viv.) DC.
- Bellis majoricensis Gand.
- Bellis prostrata Pomel
- Bellis radicans Coss. & Durieu ex Batt. & Trab.
- Bellis ramosa Lam.
- Bellis repens Lam.
- Bellis vandasii Velen. ex Nyman
- Bellium bellidioides (L.) Desf.
- Bellium bellioides G.Don
- Bellium dentatum (DC.) Viv.
- Berardia lanuginosa (Lam.) Fiori & Paol.
- Berardia subacaulis Vill.
- Cineraria corymbosa Moench
- Diplopappus annuus (L.) Bluff & Fingerh.
- Diplopappus dubius Cass.
- Erigeron annuus Sessé & Moc.
- Erigeron bellidioides Spenn.
- Erigeron diversifolius Rich. ex Rchb.
- Erigeron heterophyllus Muhl. ex Willd.[2]

## Nombres comunes
- Castellano: bellorita, margarita, margaritas, margaritilla, maya, maya anual, pascueta, primavera, chinita,
- vellosit  Euskera: Txibirita.
- a[3]